# Zé Ailton
José Ailton Sousa Brasil (Crato, 2 de fevereiro de 1965) é um político brasileiro. Foi deputado estadual, de 2014 a 2016, e prefeito do Crato, de 2017 a 2024.

## Biografia
Nascido em 1965, no pequeno Distrito de Dom Quintino no Crato, é filho do agricultor Belisário de Sousa Primo e da comerciante Francisca de Sousa Brasil. Formou-se em administração na Universidade Regional do Cariri (URCA) e em seguida na Universidade de Fortaleza (UNIFOR). Por mais de 20 anos atuou na Secretaria de Estado da Fazenda do Ceará.

## Carreira Política

### Início
A base de sua carreira política começou em 2008, como candidato a prefeito pelo Partido Popular Socialista (PPS) porém com apenas 5.805 votos não conseguiu ser eleito. Em 2009, Zé Ailton filiou-se ao Partido Democrático Trabalhista para em 2010, concorrer ao cargo de deputado estadual para a câmara dos deputados do Ceará, não logrando exito na disputa, durante sua carreira política migrou para a Cidadania (2012-2014).
Em 2014 Zé Ailton migrou para o Progressistas (PP), onde filiou-se para concorrer ao cargo de deputado estadual nas eleições estaduais do estado do Ceará, sendo eleito para o mandato de 2015 à 2018 com aproximadamente 25.401 votos.

### Deputado Estadual (2015-2016)
Em 2009 Zé Ailton filiou-se ao Partido Democrático Trabalhista para que em 2010 se candidatasse ao cargo de deputado estadual pelo Partido Democrático Trabalhista (PDT), nao tendo sido eleito para o seu primeiro mandato, concorreu novamente em 2014 onde foi eleito deputado estadual com 25.401 votos, pelo Partido Progressista (PP).

### Prefeito do Crato (2017-presente)
Em 2016, Zé Ailton abandonou o cargo de deputado estadual, para candidatar-se a prefeito de sua cidade natal, com vice-prefeito André Barreto Esmeraldo do Partido Democrático Trabalhista (PDT) nas eleições municipais do Crato, sendo eleito pelo Progressistas (PP), com aproximadamente 37.740 votos

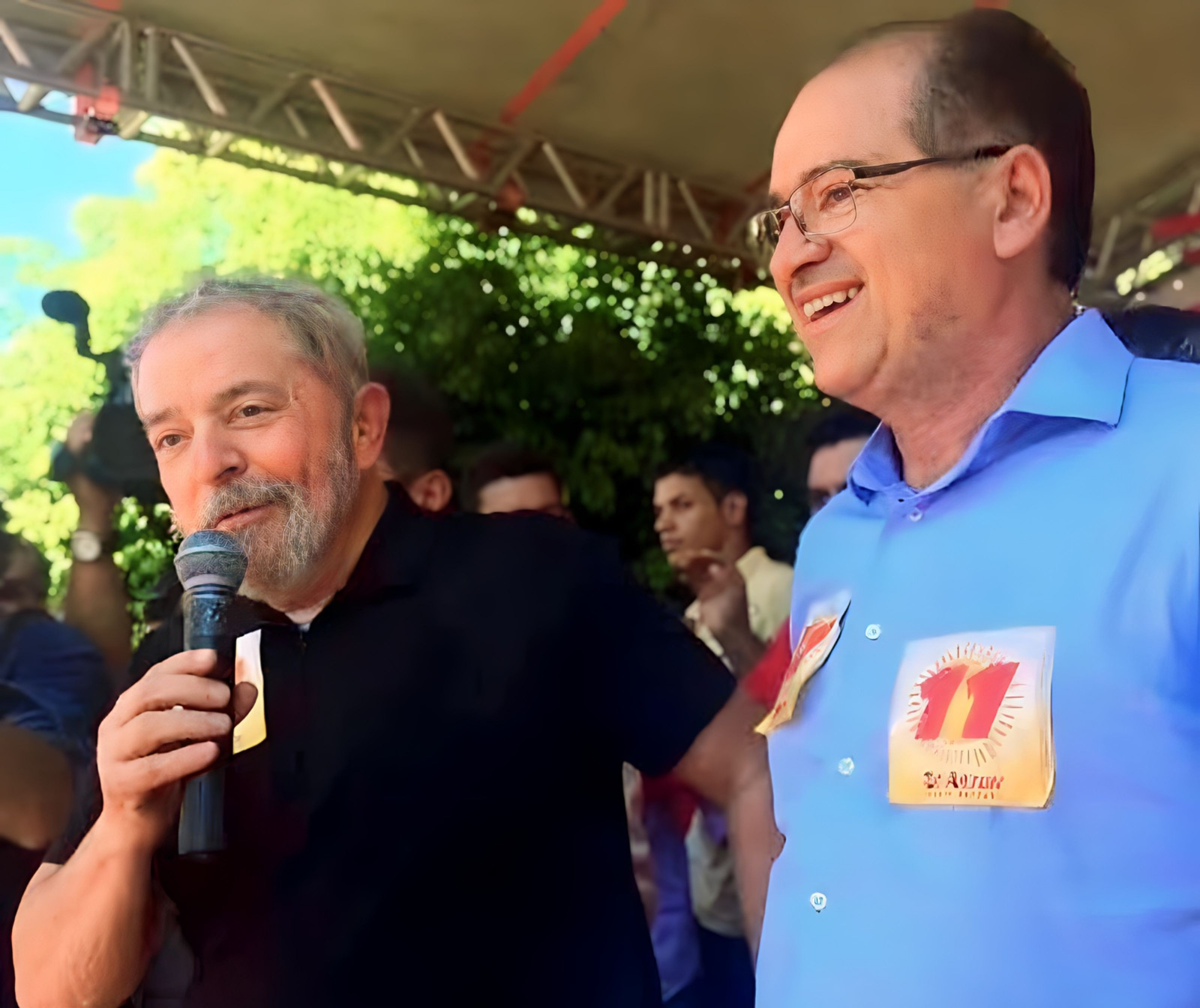
Luiz Inácio Lula da Silva, atual presidente do Brasil, discursa ao lado do candidato Zé Ailton, durante as eleições municipais no Crato em 2016.

Em 2020, Zé Ailton disputou sua ré-eleição, desta vez pelo Partido dos Trabalhadores (PT) com o mesmo vice-prefeito, sendo re-eleito com 30.898 votos. Em seu plano de governo, prometeu a universalização das vagas para a educação infantil e pré-escola, bem como a garantia de destinação de 25% da receita líquida do município para a educação. Zé Ailton ainda propõe a criação do Centro de Atenção Integral à Saúde da Mulher e a implementação do Núcleo de Educação Permanente em Saúde.

#### Projetos
Segundo um levantamento da al.ce.gov.br em apenas um ano de atividade na Assembleia Legislativa do Ceará José Ailton de Sousa Brasil apresentou 14 projetos, sendo deles projetos que garantiam melhoras na educação e saúde de seu estado, além de melhores na infraestutura pública sendo deles sobre a tramitação do projeto de lei 186/2015, de sua autoria, que assegura a reserva de vagas em estacionamentos públicos e privados para gestantes e pessoas acompanhadas de crianças de colo com até dois anos de idade.
De acordo com o parlamentar, a iniciativa busca garantir efetiva igualdade de condições de acesso àqueles que, com mobilidade reduzida, seja em razão do estado gestacional, seja por estarem acompanhados de crianças de colo, enfrentam dificuldades de locomoção, merecendo amparo social e estatal para reduzir as dificuldades enfrentadas em seu dia a dia.
Zé Ailton por muitos anos defendeu projetos que gerem mais emprego e renda para a população, como a criação de um Distrito Industrial para o município do Crato, de mais Escolas Profissionalizantes, assim como a criação de um programa de microcrédito produtivo. Um deles foram obras muito importantes em execução como a Central de Abastecimento Walter Peixoto, entre outros importantes projetos serão impulsionados para possibilitar uma infraestrutura cada vez mais qualificada de serviços ao povo do Crato, segundo o prefeito. Ele ainda destacou o apoio do Governador Camilo Santana, com a parceria desenvolvida ao longo de sua primeira gestão na qual contaram com investimentos de mais de R$ 50 milhões. Outro grande projeto que o prefeito afirma trabalhar de forma incansável com o apoio incondicional é pela implantação, ainda este ano, do Curso de Medicina da Universidade Regional do Cariri (URCA), que trará mais desenvolvimento para o Crato (Ceará), e qualificação para o ensino superior. Ele ainda destaca o crescimento no setor educacional nos últimos quatro anos. De 42 escolas do Município, 24 foram classificadas como nota 10 em 2020. A meta a partir de agora é atingir 100% das escolas.
Em maio de 2021, Zé Ailton anunciou um projeto de revitalização do canal do Rio Granjeiro. Em estudo desde 2018, o projeto ambiental intitulado Gerenciamento Ambiental e Manejo das Águas Superfíciais do Rio Granjeiro preveu a ampliação da capacidade de vazão do canal de 60m³ para 140m³ por segundo. O orçamento da obra foi estimado em 120.000.000 milhões R$. Zé Ailton junto com a Caixa Econômica Federal para acertar uma possível data de conclusão da obra e entrega das chaves das casas do Projeto Minha Casa, Minha Vida (PCMVMV) do Residencial Filemon Limaverde em Crato. No total, foram 982 famílias que receberam as chaves da sonhada casa própria. Em 2019, Zé Ailton foi responsável pela instalação da atuação do Batalhão de Policiamento de Rondas e Ações Intensivas e Ostensivas – (BPRaio) na cidade do Crato, que contará com a atuação de 37 policiais, divididos em seis equipes e comandados por um oficial da Polícia Militar.
O agrupamento terá 16 motos e uma viatura 4×4 específicos para auxiliar no policiamento ostensivo na cidade. Junto às unidades de Juazeiro do Norte, responsáveis por toda a região, as equipes cratenses trazem mais força no combate à criminalidade no Cariri.

A solenidade de instalação contou com apresentação do efetivo e demonstração de técnicas de pilotagem e abordagem, além da presença da cúpula da segurança pública cearense e com a população que prestigiou em grande número, a solenidade que contou ainda com as presenças de políticos da Região do Cariri.